# Partnerpensioen
Het partnerpensioen is in Nederland het pensioen dat levenslang uitgekeerd wordt aan de partner van een overleden deelnemer van een pensioenfonds. Samen met het wezenpensioen valt dit onder de verzamelnaam nabestaandenpensioen. Daarnaast kan de partner bij overlijden soms aanspraak maken op een ANW-uitkering, maar dit is de laatste jaren van overheidswege sterk beperkt.

## Gerechtigden
Als partner worden door een pensioenfonds erkend en automatisch ingeschreven:
- gehuwden
- geregistreerd partners

Daarnaast kunnen doorgaans ook samenwonenden onder voorwaarden als partners worden aangemeld bij het pensioenfonds door de deelnemer. Hieraan worden doorgaans eisen gesteld, zoals het overleggen van een notarieel samenlevingscontract, het (bijvoorbeeld) vijf jaar woonachtig zijn op hetzelfde adres en het voeren van een gezamenlijke huishouding. Als samenwonende partners kunnen ook familieleden in zijwaartse lijn zoals broers en zussen worden ingeschreven, maar niet in op- of neergaande lijn, zoals grootvaders en kleinkinderen.

## Dekking
Het partnerpensioen kan kapitaalgedekt zijn of risicogedekt:
- Bij kapitaaldekking wordt er over de looptijd van de pensioenopbouw door de deelnemer aan het pensioenfonds een spaarpot opgebouwd, die tot uitkering komt bij het overlijden van de deelnemer. Als dit nog voor zijn pensioneren is komt het volledige bedrag tot uitkering, doordat uitgegaan wordt van het verzekerd pensioen: Het opgebouwde pensioen plus het nog op te bouwen pensioen. Het partnerpensioen bedraagt een bepaald percentage van het ouderdomspensioen. Kapitaalgedekt partnerpensioen en bijzonder partnerpensioen (zie hieronder) kunnen meegenomen worden bij een waardeoverdracht. Dit in tegenstelling tot bijvoorbeeld een wezenpensioen.
- De laatste jaren zijn steeds meer pensioenfondsen deels of volledig overgestapt op een risicogedekt partnerpensioen. Bij risicodekking wordt geen spaarpot opgebouwd, maar wordt alleen tijdens de deelneming het risico van overlijden gedekt middels het omslagstelsel. Als de deelnemer overlijdt tijdens de deelneming wordt dit bedrag tot uitkering gebracht. Bij pensioneren vervalt het recht op partnerpensioen volledig.

Omdat er bij risicodekking na pensioneren voor de partner geen geld meer tot uitkeer komt bij het overlijden van de pensioengerechtigde, voorziet de Pensioenwet sinds 2002 in de mogelijkheid om bij pensioneren ouderdomspensioen uit te ruilen voor partnerpensioen mits beide partners daarmee instemmen. Als ruilfactor wordt vaak gehanteerd dat 1,00 euro ouderdomspensioen dan 3,00 euro partnerpensioen oplevert. Partnerpensioen is minder waard omdat de kans dat het tot uitkeer komt en even lang moet worden uitgekeerd als ouderdomspensioen kleiner is. Dit maakt het risico voor het pensioenfonds ook lager.
Wanneer de deelnemer bij pensioneren geen partner heeft en ook nooit heeft gehad, kan deze, wanneer er een kapitaalgedekt partnerpensioen was, er ook voor kiezen om het partnerpensioen in zijn volledigheid in te ruilen voor meer ouderdomspensioen.

## Factoren bij de berekening van een partnerpensioen
Wettelijk is het partnerpensioen gemaximeerd op 70% van het ouderdomspensioen. De volgende factoren zijn van belang in de berekening van een partnerpensioen:
- Overlijdenskans van de deelnemer;
- De kans dat er een partner is op het moment van het overlijden van de deelnemer;
- het geslacht van de partner (vrouwen leven langer dan mannen);
- Geschatte leeftijd van een partner (sterftekans).

Als de partner veel jonger is dan de deelnemer wordt het partnerpensioen soms gekort wegens de langere resterende levensverwachting. De Hoge Raad heeft echter bepaald dat pensioenfondsen de korting alleen nog mogen toepassen als ze kunnen aantonen dat de regeling bij hen niet indirect als discriminerend naar geslacht uitpakt, of als het pensioenfonds omvalt als de kortingsregeling wordt afgeschaft.

## Bijzonder partnerpensioen
Wanneer een deelnemer een (door het pensioenfonds erkende) partner heeft, maakt deze aanspraak op partnerpensioen. Bij echtscheiding of een andersoortige (bij het pensioenfonds geregistreerde) ontbinding van de relatie heeft de ex-partner nog steeds recht op partnerpensioen, mits dit kapitaalgedekt is. Dit wordt bijzonder partnerpensioen genoemd. Voor gehuwden bestaat dit recht vanaf 1973 voor gescheiden weduwen, vanaf 1987 voor gescheiden weduwnaars, vanaf 1998 voor geregistreerd partners, vanaf 2001 ook voor ex-partners van gelijk geslacht en vanaf 2008 ook voor samenwonenden. Bijzonder partnerpensioen voor de eerste partner is dan een vast bedrag dat een percentage vormt van het ouderdomspensioen dat is opgebouwd vanaf het begin van de deelname van de deelnemer aan een pensioenfonds tot het moment van scheiden. Voor een volgende partner wordt het partnerpensioen verminderd met dit bedrag.
Een gescheiden partner is voor het moment van uitkering van het bijzonder partnerpensioen afhankelijk is van het moment van overlijden van de deelnemende ex-partner. Sinds de uitspraak Boon van Loon en de Wet verevening pensioenrechten bij scheiding wordt er ook een deel van het tijdens de relatie opgebouwde ouderdomspensioen toegekend aan de partner: Het verevend ouderdomspensioen. Dit komt tot uitkering bij het pensioneren van de deelnemer. Ook is hierop een verlaging of verhoging van toepassing bij respectievelijk eerder of later pensioneren. Hierdoor heeft de ex-partner geen zekerheid over het moment van uitkeren van beide bedragen. Een aantal pensioenfondsen biedt daarom de mogelijkheid van conversie bij scheiding of beëindiging van geregistreerd partnerschap (dus niet bij het beëindigen van een samenwoonrelatie): Als er direct bij het beëindigen van de relatie een verzoek wordt ingediend door beide ex-partners kan het bijzonder partnerpensioen samen met het verevend ouderdomspensioen worden omgezet naar een ouderdomspensioen voor de ex-partner, dat dan tot uitkering komt bij zijn of haar pensioneren. Het pensioenfonds moet hiervoor echter wel goedkeuring verlenen. De deelnemer kan hier echter bezwaar tegen maken, omdat het verevend pensioen bij het overlijden van de ex-partner weer terugvloeit naar hem of haar. Het bijzonder partnerpensioen vervalt echter vaak aan het pensioenfonds bij het overlijden van de hierop aanspraak makende partner.